# Stefan Gotthartsleitner
Stefan Gotthartsleitner (* 10. Juni 1990) ist ein österreichischer Fußballspieler.

## Karriere
Gotthartsleitner begann seine Karriere beim SV Grün-Weiß Micheldorf. Im März 2006 debütierte er für die Kampfmannschaft von Micheldorf in der OÖ Liga, als er am 15. Spieltag der Saison 2005/06 gegen den ATSV Sattledt in der 80. Minute für Christian Großalber eingewechselt wurde.
Seinen ersten Treffer in der OÖ Liga erzielte er im September 2006 bei einem 2:0-Sieg gegen Sattledt. In seinen zehn Saisonen bei Micheldorf absolvierte Gotthartsleitner 243 Spiele in der OÖ Liga und erzielte dabei 50 Tore. Zudem kam er in drei Spielen des Vereins im ÖFB-Cup zum Einsatz. Beim Erstrundenspiel 2014/15, das der Verein mit 2:1 gegen den USV Allerheiligen gewann, erzielte er beide Tore für die Oberösterreicher.
Zur Saison 2016/17 wechselte er zum Regionalligisten SK Vorwärts Steyr. Sein erstes Spiel in der Regionalliga absolvierte er im Juli 2016, als er am ersten Spieltag jener Saison gegen den SV Grieskirchen in der Halbzeitpause für Mirsad Sulejmanović eingewechselt wurde.
2018 stieg er mit Steyr in die 2. Liga auf. In der Aufstiegssaison 2017/18 kam er in 24 Spielen zum Einsatz, in denen er vier Tore erzielen konnte. Sein Debüt in der zweithöchsten Spielklasse gab er im Juli 2018, als er am ersten Spieltag der Saison 2018/19 gegen die SV Ried in der 63. Minute für Simon Gasperlmair ins Spiel gebracht wurde.
Im Jänner 2019 wechselte er zur fünftklassigen Union Pettenbach.